# Luise von Winterfeld

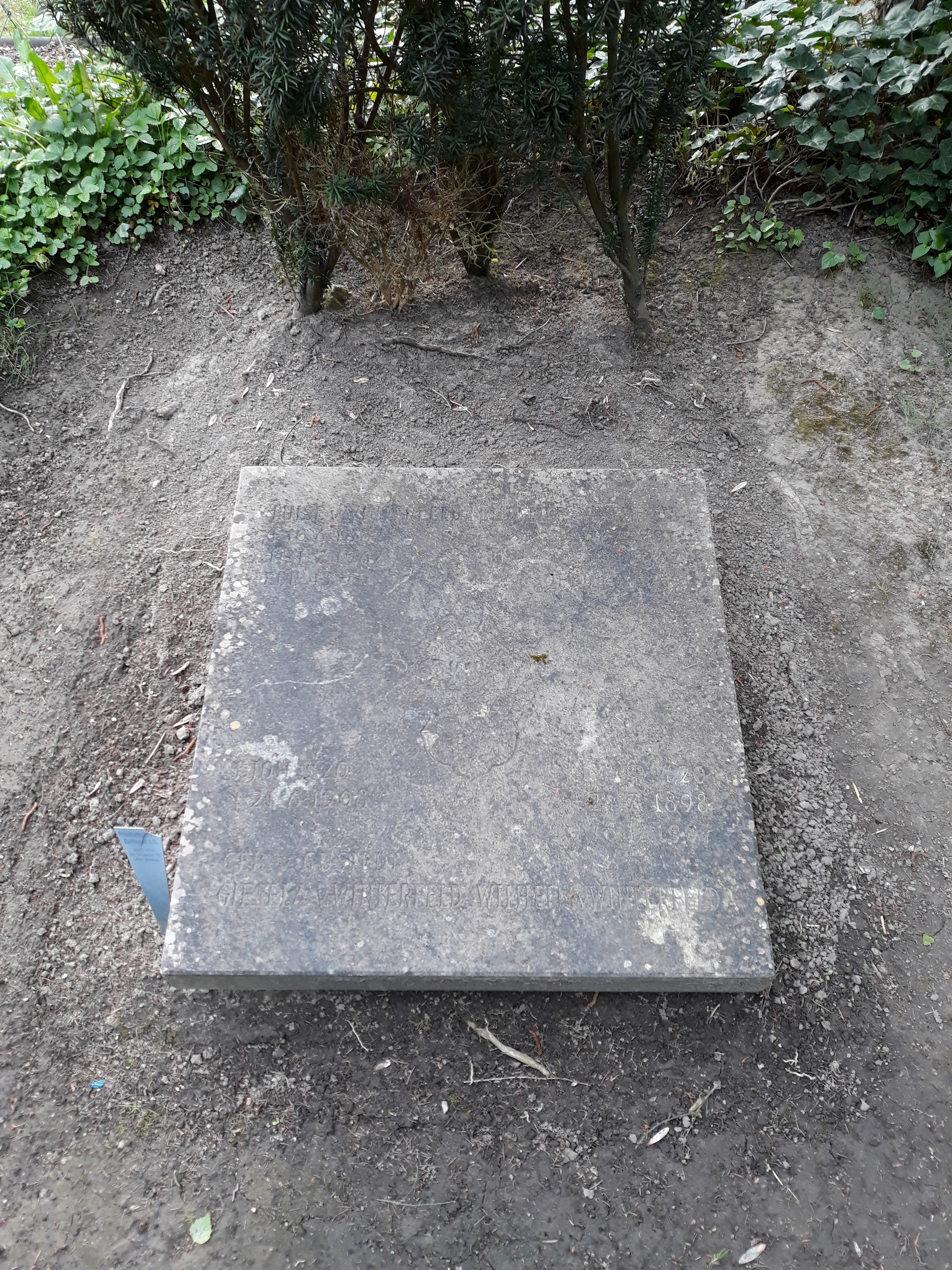
Das Grab von Luise von Winterfeld auf dem Hauptfriedhof Dortmund

Anna Dorothea Luise von Winterfeld (* 10. Juni 1882 in Metz, Deutsches Kaiserreich; † 21. Juli 1967 in Dortmund) war eine deutsche Historikerin und von 1916 bis 1950 Leiterin des Stadtarchivs von Dortmund.

## Leben

### Herkunft
Die Protestantin Luise von Winterfeld war die Tochter des preußischen Obersten Ludwig von Winterfeld (1853–1904) und dessen Ehefrau Cäcilie, geborene Krüger (1859–1926). Der Generalmajor Ludwig von Winterfeld war ihr Großvater.

### Ausbildung
Ihre Schulbildung erhielt Luise von Winterfeld von 1888 bis 1895 an der städtischen höheren Mädchenschule in Minden und von 1895 bis 1898 auf der Privatschule von Marie Boretius in Berlin-Charlottenburg, bevor sie ein Jahr in einer Pension der Brüdergemeine in Montmirail bei Thielle (Schweiz) verbrachte. Hieran anschließend legte sie im November 1901 in dem damals zum Deutschen Reich gehörenden lothringischen Metz die Lehrerinnenprüfung ab und unterrichtete in der Folge an verschiedenen Schulen in Berlin und Potsdam. Im September 1906 trat sie in Göttingen in Oberlehrerinnenkurse ein, entschied sich jedoch bald darauf, ihre schulische Vorbildung zu ergänzen. Nach vorhergehendem Privatunterricht erwarb von Winterfeld am 17. Februar 1908 in Hannover das Reifezeugnis eines Realgymnasiums, das sie durch eine Ergänzungsprüfung vom 19. Oktober 1908 in Berlin zum Reifezeugnis eines humanistischen Gymnasiums vervollständigte. Bereits in der Zwischenzeit hatte sie im Sommersemester 1908 an der Universität Heidelberg als eine der ersten Frauen in Deutschland ein Studium der mittleren und neueren Geschichte, der Philosophie und der deutschen Philologie aufgenommen. Nach drei Semestern wechselte sie zum Wintersemester 1909 nach Göttingen, wo sie insbesondere Karl Brandi und Edmund Husserl hörte. Brandi wurde auch ihr Doktorvater, bei dem sie mit der Arbeit Die kurhessischen Bündnisse bis zum Jahr 1386 zum Dr. phil. promovierte (mündliche Prüfung 8. November 1911).

### Werdegang
1912 gelangte von Winterfeld im Wege eines Volontariats nach Köln an das unter der Leitung von Joseph Hansen, dem langjährigen Vorsitzenden der Gesellschaft für Rheinische Geschichtskunde, stehende Stadtarchiv. Von dort aus übernahm von Winterfeld schließlich 1916 die Leitung des Dortmunder Stadtarchivs und trat damit die Nachfolge von Karl Rübel an. 1927 wurde sie zur Direktorin ernannt und war damit die erste weibliche Leiterin eines großen Stadtarchivs in Deutschland, bis sie 1950 in den Ruhestand ging.
Von 1932 bis 1950 fungierte sie als Herausgeberin der Buchreihe Beiträge zur Geschichte Dortmunds und der Grafschaft Mark des Historischen Vereins für Dortmund und die Grafschaft Mark, zu dessen Ehrenvorsitzender sie 1950 ernannt wurde. 1962, zu ihrem 80. Geburtstag, wurde ihr zudem die Ehrendoktorwürde der Westfälischen Wilhelms-Universität zu Münster verliehen.
Ihr Grab befindet sich auf dem Dortmunder Hauptfriedhof.

## Mitgliedschaften
- 1917 Gesellschaft für Rheinische Geschichtskunde[5]
- 1920 Historische Kommission für Westfalen[5]
- 1926 Bergischer Geschichtsverein[5]
- 1927 Westdeutsche Gesellschaft für Familienkunde[5]
- 1933 Akademie der Wissenschaften zu Göttingen[5] (korrespondierendes Mitglied)
- 1943 Verein für Lübeckische Geschichte und Altertumskunde[5]
- 1947 Institut für wissenschaftliche Heimatkunde Pädagogische Akademie Dortmund[5]

## Schriften
- Die kurhessischen Bündnisse bis zum Jahr 1386. Ein Beitrag zum Bündniswesen des ausgehenden Mittelalters. (zugleich Dissertation Universität Göttingen), Göttingen 1912.
- Reichsleute, Erbsassen und Grundeigentum in Dortmund. Ruhfus, Verlag des Historischen Vereins für Dortmund und die Grafschaft Mark, Dortmund 1917.
- Die Dortmunder Wandschneider. Ruhfus, Verlag des Historischen Vereins für Dortmund und die Grafschaft Mark, Dortmund 1922.
- Handel, Kapital und Patriziat in Köln bis 1400. Hansischer Geschichtsverein, Lübeck 1925.
- Tidemann Lemberg. Friesen-Verlag, Bremen 1927.
- Hildebrand Veckinchusen. Friesen-Verlag, Bremen 1929.
- Dortmunds Stellung in der Hanse (= Pfingstblätter des Hansischen Geschichtsvereins, Bl. 23). Selbstverlag, Velen 1932.
- Geschichte der freien Reichs- und Hansestadt Dortmund. Ruhfus, Dortmund 1934 (2. Aufl. 1956; 5. Aufl. 1968, 7. Aufl. 1981).
- Hundert Jahre Stadtsparkasse zu Dortmund. Selbstverlag, Dortmund 1941.
- Denkschrift der Stadt Dortmund betreffend Mitarbeit der deutschen Städte an Vorbereitungen für ein Friedensstatut. Dortmund 1947.

Hinzu kommen weitere Buchbeiträge und zahlreiche Aufsätze in Fachzeitschriften, insbesondere zur Geschichte der Stadt Dortmund und der Hanse.